# Nebbia (antologia)
Nebbia è un'antologia di racconti, pagine di romanzo, poesie e canzoni edita nel 2009 a cura di Remo Ceserani, professore di italianistica dell'Università di Bologna, e dello scrittore Umberto Eco.
(Umberto Eco, da Prefazione di "Nebbia")

## Suddivisione dell'opera
L'antologia, uscita nella collana "I millenni" dell'Einaudi, è divisa in cinque parti e raccoglie numerosi brani, in prosa e in poesia, che hanno come tema la nebbia e che provengono da tutta la letteratura occidentale, da Omero a Eco.

### Parte prima
La prima parte, intitolata "Esperienza della nebbia, descrizioni di paesaggi nebbiosi", è divisa a sua volta in quattro sezioni: 
- "I classici: presenze numinose, similitudini e quadretti descrittivi" che raccoglie alcuni brani tratti dall'Iliade e dall'Odissea di Omero, dove la "nebbia" assume l'attributo del divino e serve agli dei per scendere sui campi di battaglia in aiuto dei loro eroi rendendosi invisibili ai nemici, da Le opere e i giorni di Esiodo, dove la "nebbia" che viene condotta da Borea diventa una minaccia dalla quale difendersi, dall'Eneide di Virgilio dove Venere accompagna Enea protetta da una spessa coltre di "nebbia", dal De rerum natura di Lucrezio, dove vengono descritti i fenomeni che creano la "nebbia", dalle Georgiche di Virgilio dove viene fatto un elogio della "nebbia" che è fonte di fertilità per l'agricoltore, dalla Divina Commedia di Dante dove nell'Inferno - Canto XXXI i Titani, ribellatisi a Zeus e sconfitti, emergono dalla tenebre e dalla caligine, da Malombra di Fogazzaro tratta dal primo capitolo dell'opera dove lo scrittore Corrado Silla osserva, in uno specchio che si trova nel palazzo d'Ormega, il suo volto che assume tratti inquietanti di dissolvenza, dal Macbeth di Shakespeare, dove attraverso una filastrocca recitata da tre streghe la "nebbia" diventa simbolo di confusione e di caos degli elementi e dello stesso autore, dal Re Lear e dall'Enrico V, dai Le poesie di Ossian di Macpherson dove viene celebrata la Scozia e i fiordi dello Jutland avvolti da "brumosa malinconia" e dal Del sublime di Schiller che sostiene che tutto ciò che impedisce una chiara visione del mondo, come la "nebbia", l'oscurità e la tenebra, si colloca all'interno del bello.
- "Paesaggi e vedute dai romantici in poi" con brani tratti da Jane Eyre di Emily Brontë, dove la "nebbia", che fa ammalare fino a condurre alla morte molte allieve del collegio di Lowood, è l'elemento costante della descrizione dei paesaggi invernali, da Evangeline o Un racconto dell'Acadia di Henry Wadsworth Longfellow dove il villaggio di Gran-Prè, pur nella sua bellezza, è oppresso da "nubi e vapori del mare", da I promessi sposi di Manzoni, dove, nel Capitolo XXXV, la "nebbia" contribuisce a rendere più triste la descrizione degli appestati, da Carducci in San Martino dove la nebbia risale le colline, in Per Giuseppe Monti e Gaetano Tognetti, martiri del diritto italiano, dove l'"atmosfera nebbiosa" diventa il simbolo dell'oppressione papalina su Roma, in Autunno romantico, dove la "nebbia d'autunno" fa ricordare al poeta l'amore con Jole, da Malombra e da Piccolo mondo antico di Antonio Fogazzaro, dove gli incipit descrivono atmosfera e paesaggi nebbiosi, da Nebel di Alfred Lichtenstein, dove la nebbia ha distrutto il mondo, da Senilità di Italo Svevo, che narra come, tra la "nebbia" di Trieste il protagonista perda ogni interesse per la bella Angelina, da L'imbecille di Luigi Pirandello dove la "nebbia" di novembre fa da sfondo alla dolorosa vicenda, alle Tre croci di Federigo Tozzi dove Siena, vista da Lola e da Chiarina, è trasfigurata a causa della "nebbia".
- "Episodi romanzeschi" dove sono antologizzati passi tratti da Sull'acqua di Guy de Maupassant, racconto ambientato sul fiume molto amato e conosciuto dal poeta, la Senna, pubblicato nel 1876 su rivista e nel 1881 nella raccolta La maison Tellier ("La nebbia che due ore prima fluttuava sull'acqua, a poco a poco, si era ritirata e addensata sulle rive"[2], da Huckleberry Finn di Mark Twain romanzo pubblicato nel 1883 che segue Le avventure di Tom Sawyer ("Ancora tre notti, ci diciamo, e poi si giunge a Cairo, al termine dell'Illinois, dove il fiume Ohio sfocia nel Mississippi... la seconda notte cala su tutto il fiume un nebbione denso e noi ci dirigiamo verso un isolotto dove ammarare e legare la zattera, perché non era prudente viaggiare con quel tempo"[3]), da L'isola del tesoro di Stevenson dove Jim Hawkins, il protagonista, trovata la mappa di un tesoro di pirati, va, nottetempo in cerca della zattera di Ben Gunn per poi tendere un tranello ai pirati ("Mi sedetti ad aspettare le tenebre... Era una notte perfetta per il mio progetto. La nebbia adesso aveva coperto tutto il cielo[4]) e da Una questione privata di Beppe Fenoglio dove la "nebbia", che attornia le colline della città di Alba, "convoglia sensi di agguato, di insidia e sepoltura"[5]
- "Brumosi haikoi" antologizza alcuni versi di Emily Dickinson tratti da Nostra parte di notte, dove si legge "Nel cielo qua e là stanno le stelle,/ Ma alcuni smarriscono la via;/ Nell'aria qua e là c'è la foschia,/ Ma dopo - verrà il giorno!"[6], una breve lirica di Robert Bridges intitolata I pini sulla collina sospirano dove il poeta scrive che "una bruma adagiata nella valle/ cancellò l'ameno maggio", una poesia di Edward Estlin Cummings intitolata un/der fog della quale è impossibile una traduzione ma è sufficiente vedere la disposizione delle parole,

 dove "fog" (nebbia), "people" (gente), "touchings" (toccamenti) e "fingerings" (tastamenti con le dita), per comprendere che esse stanno a rappresentare l'effetto della "nebbia" sino all'annullarsi dell'esperienza verbale, alcuni versi tratti da Mattinata di Gabriele D'Annunzio, dove "Nivea come la neve/ la nebbia copre il mare" e la poesia di Sylvia Plath Pecore nella nebbia, dove, come spiega la poetessa stessa in una lettura per la BBC,, "In questa poesia il cavallo della persona che parla sta scendendo a passo lento nel freddo, lungo un sentiero asfaltato in fondo al quale c'è la stalla. È dicembre. C'è nebbia. Nella nebbia ci sono delle pecore".

### Parte seconda
La seconda parte, che riporta il titolo "I luoghi della nebbia", descrive il fenomeno della nebbia in diverse grandi città: 
- "Londra" con brani tratti da Memorie d'Oltre tomba di René de Chateaubriand dove la "nebbia" che si scorge a valle del Tamigi incute tristi presentimenti: "Anche Lord Liverpool aveva tristi presentimenti. Un giorno cenavo da lui: dopo cena ci mettemmo a parlare a una finestra che dava sul Tamigi; a valle del fiume si scorgeva parte della città la cui massa era accresciuta dalla nebbia e dal fumo"[11], da Casa desolata di Charles Dickens dove la nebbia e il fango rappresentano la corruzione della città, da Lo strano caso del Dr. Jekyll e del Sig. Hide di Robert Louis Stevenson dove la "nebbia" rappresenta anche una confusione della mente, da Il segno dei quattro di Arthur Conan Doyle dove la "nebbia" serve a rendere più misteriosi i delitti e dove la risoluzione del mistero vuol dire "dissolvere la nebbia" e portare chiarezza, da Controcorrente di Joris Karl Huysmans, da Impression du matin (Impressioni mattutina) e Symphon in Yellow (Sinfonia in giallo) di Oscar Wilde, da Preludes (Preludi) e Morning at the Window (Mattina alla finestra) di Thomas Stearns Eliot, da A foggy day (Un giorno di nebbia) di George e Ira Gershwin.
- "La brughiera inglese" con tre brani di Thomas Hardy (Via dalla pazza folla, Tess dei D'Urbville, On the Way).
- "Parigi" raccoglie un brani di Charles Baudelaire tratto da Les Sept Vieillard (I sette vecchi), uno di Émile Zola da Il ventre di Parigi, e rispettivamente due brani di Guy de Maupassant, da Tomboctù e da La sconosciuta oltre a un passo da la Nebbia sul ponte di Tolbiac di Léo Malet.
- "I Paesi Bassi (e molto nebbiosa)" propone un brano di Dante Gabriele Rossetti (On Leaving Bruges), uno da Remémoration d'amis belges (Commemorazione di amici belgi) di Stéphane Mallarmé, due di Georges Rodenbach, da La ville est morte, morte, irrèparablement... e da Bruges-la Morte, uno di Rainer Maria Rilke tratto da Quai du Rosaire Brugge e per ultimo, da Jacques Brel, Le plat pays (Il paese piatto).
- "Milano, Torino, le città, i borghi e le campagne padane" offre brani tratti dalle Ultime lettere di Jacopo Ortis di Ugo Foscolo, da Impressioni d'Italia di Charles Dickens, da Demetrio Pianelli di Emilio De Marchi, da L'é el dì di mort, alegher! di Delio Tessa, da Ascolto il tuo cuore, città! di Alberto Savinio, da L'albergo delle tre rose di Augusto De Angelis, da Gli ireos gialli di Luciano Erba, da Nebbia di Vittorio Sereni, da La vita agra di Luciano Bianciardi, da Nebbia al Giambellino di Giovanni Testori, da La giornata di un nevrastenico di Dino Campana, da Sono solo e Paesaggio di Cesare Pavese, da Ritratto di un amico di Natalia Ginzburg, da La caduta dell'aereo del Torino sul colle Superga di Dino Buzzati, da La fermata sbagliata di Italo Calvino, da Il giardino dei Finzi-Contini di Giorgio Bassani, da La fisarmonica di Stradella di Paolo Conte e da Gap di Marcello Fois.
- "Venezia" raccoglie passi dalle Confessioni di un italiano di Ippolito Nievo, da Notturno di Gabriele D'Annunzio, da Fondamenta degli incurabili di Josif Brodskij e da Pinocchio a Venezia di Robert Coover.
- "San Pietroburgo" offre la lettura di quattro brani tratti da Pietroburgo e da La prospettiva di Nikolaj Gogol', da Pietroburgo di Andrej Belyj e da Mattina di Nikolaj Alekseevič Nekrasov.
- "San Francisco e la Bay Area" analizza un brano di Jack London tratto da Il lupo di mare, da Gli accampati di Silverado di Robert Louis Stevenson, da San Francisco guarda ad ovest. La città in tempo di guerra di John Dos Passos, da San Francisco Night Windows (Finestre Notturne a San Francisco) di Robert Penn Warren, da Sulla strada di Jack Kerouac e da The Changing Light (La luce cangiante) di Lawrence Ferlinghetti.

### Parte terza
La terza parte, divisa a sua volta in due sottosezioni ("Malinconie" e "Nostalgie e tenerezze"), si intitola "Le emozioni della nebbia: la malinconia, la tenerezza, la nostalgia per le nebbie dell'infanzia e dell'adolescenza".
- "Malinconie" propone un brano tratto da Saggio storico, politico e morale sulle rivoluzioni antiche e moderne considerate nel loro rapporto con la rivoluzione francese di René de Chateaubriand oltre che ad alcuni passi tratti da Sylvie di Gérard de Nerval, da Contro Sainte-Beuve di Marcel Proust e da La signora Flaubert di Gustave Flaubert.
- "Nostalgie e tenerezze" antologizza dieci brani reciprocamente tratti da Larme (Lacrima) di Arthur Rimbaud, Nebbia di Giovanni Pascoli, Alla ricerca del tempo perduto di Marcel Proust, Partenza e ritorno di Walter Benjamin, Lili Marleen di Hans Leip, Dai cieli bigi di Delio Tessa, Happiness Makes up in Height for what it lacks in length (La felicità ripaga in profondità quel che manca in durata) di Robert Frost, Alla bruma di Sergio Solmi, La stanza da letto di Attilio Bertolucci e a La misteriosa fiamma della regina Loana di Umberto Eco.

### Parte quarta
"Incontri misteriosi o angosciosi, la nebbia nelle storie fantastiche" è il titolo della quarta parte e si divide in due sottosezioni: "Folletti, elfi, monaci inquietanti" e "Negli spazi nebbiosi del mistero".
- "Folletti, elfi, monaci inquietanti" riporta un brano di William Shakespeare tratto da Sogno di una notte di mezza estate, uno da Erkonig (Il re degli elfi) di Johann Wolfgang von Goethe e l'ultimo da Il monaco di Matthew Gregory Lewis.
- "Negli spazi nebbiosi del mistero" propone alla lettura un brano dai seguenti racconti: Gordon Pym di Edgar Allan Poe, Il sosia di Fëdor Dostoevskij, Dracula di Bram Stoker, La casa smarrita di Tom Gallon, La casa misteriosa lassù nella nebbia di Howard Phillips Lovecraft e in ultimo Solaris di Stanislav Lem.

### Parte quinta
Nella quinta ed ultima parte dell'antologia, intitolata "La nebbia come grande metafora: disorientamenti, obnubilamenti, oblii, la memoria che si cancella, la vita che svanisce...", si trovano tre sottosezioni:
- "La nebbia filosofica, metafore conoscitive ed esperimenti mentali" analizza quattro brani, tra cui uno tratto da Autobiografia di Benjamin Franklin, uno dalle Confessioni di un italiano di Ippolito Nievo, uno dal La nebbia morale di Helena Petrovna Blavatsky e l'ultimo da Flatlandia di Edwin Abbott Abbott.
- "La nebbia come metafora di uno stato d'animo (malinconia, oblio, solitudine, disorientamento)" cita sei brani in poesia, tratti da Nebbia d'autunno inoltrato di Heinrich Heine, Lamento d'autunno di Joseph von Eichendorff, Alla stazione in una mattina d'inverno di Giosuè Carducci, Spedizione di Rafael Alberti, Nella nebbia di Hermann Hesse, Non recidere, forbice, quel volto di Eugenio Montale e uno in prosa da Veroc'ka di Anton Čechov.
- "La nebbia come metafora della condizione umana" propone infine otto brani tratti da Le stagioni umane di John Keats, Prospice di Robert Browning, Terra desolata di Thomas Stearns Eliot, Lo stato d'assedio di Albert Camus, La sirena nella nebbia di Ray Bradbury, L'alibi e il beneficio di Vittorio Sereni, L'era della nebbia di Jesús Ferrero e Nella nebbia e nel sonno di Gianni Celati.

## I film brumosi
Un saggio di Antonio Costa, dal titolo Vedere nella nebbia: per un repertorio di film brumosi conclude l'opera e passa in rassegna alcuni celebri film che hanno utilizzato l'elemento nebbia per diversi fini come Il porto delle nebbie di Marcel Carné, Dédée d'Anvers di Yves Allégret, Fari nella nebbia di Gianni Franciolini, Re Lear di Peter Brook, Dracula di Tod Browning, Il pensionante di Alfred Hitchcock, Una mano nell'ombra di Hugo Fregonese, Barbara, il mostro di Londra di Roy Ward Baker, Ombre e nebbia di Woody Allen, Ceiling Zero di Howard Hawks, Brigadoon di Vincente Minnelli, Angoscia di George Cukor, Gorilla nella nebbia di Michael Apted, L'uomo lupo di George Waggner, The Fog - Nebbia assassina di Rupert Wainwright, Notte e nebbia di Alain Resnais, Nebbie del passato di Terence Fischer, Don Camillo e Il ritorno di don Camillo di Julien Duvivier, Milano calibro 9 di Fernando Di Leo, Una spirale di nebbia di Eriprando Visconti, Cronaca di un amore, Il grido, Deserto rosso e Identificazione di una donna di Michelangelo Antonioni, La prima notte di quiete di Valerio Zurlini, Amarcord di Federico Fellini.